# Сегбана
Сегбана (фр. Segbana) — коммуна, округ, город Бенина. Площадь 4 471 км², население 89 081 человек (2013).

## География

### Климат и рельеф
Климат Сегбаны относится к северо-суданскому типу, для которого характерен сезон дождей с мая по октябрь и сухой сезон с октября по май. Количество осадков, которое колеблется от 800 до 1200 мм в год, благоприятно для сельскохозяйственного производства.
При средней высоте 250 м рельеф Сегбаны представляет собой плато из песчаника, глины мелового периода, слегка наклонённое к аллювиальной равнине реки Нигер.

### Население
Предварительные данные третьей всеобщей переписи населения и жилищного фонда, проведенной в феврале 2002 года, показали, что в период с 1992 по 2002 год население Сегбаны значительно увеличилось с 32 271 до 52 266 жителей.
По переписи 2013 года (RGPH-4) в городе проживал 89 081 человек, в том числе 26 440 человек в округе Сегбана.
Основными этническими группами, проживающими на территории коммуны, являются бу, которые составляют более 75 % населения. Они пришли из Бусы в Нигерии между XII и XIV веками. Они сосуществуют с фулани (7 %), денди (1,7 %), йоруба и родственниками (1,6 %), а также с другими группами, такими как хауса, баатону или фон (4,7 %).